# Вила Кампаниле (Пиза)
Вила Кампаниле је насеље у Италији у округу Пиза, региону Тоскана.
Према процени из 2011. у насељу је живело 694 становника. Насеље се налази на надморској висини од 29 м.